# Agalmatophilie

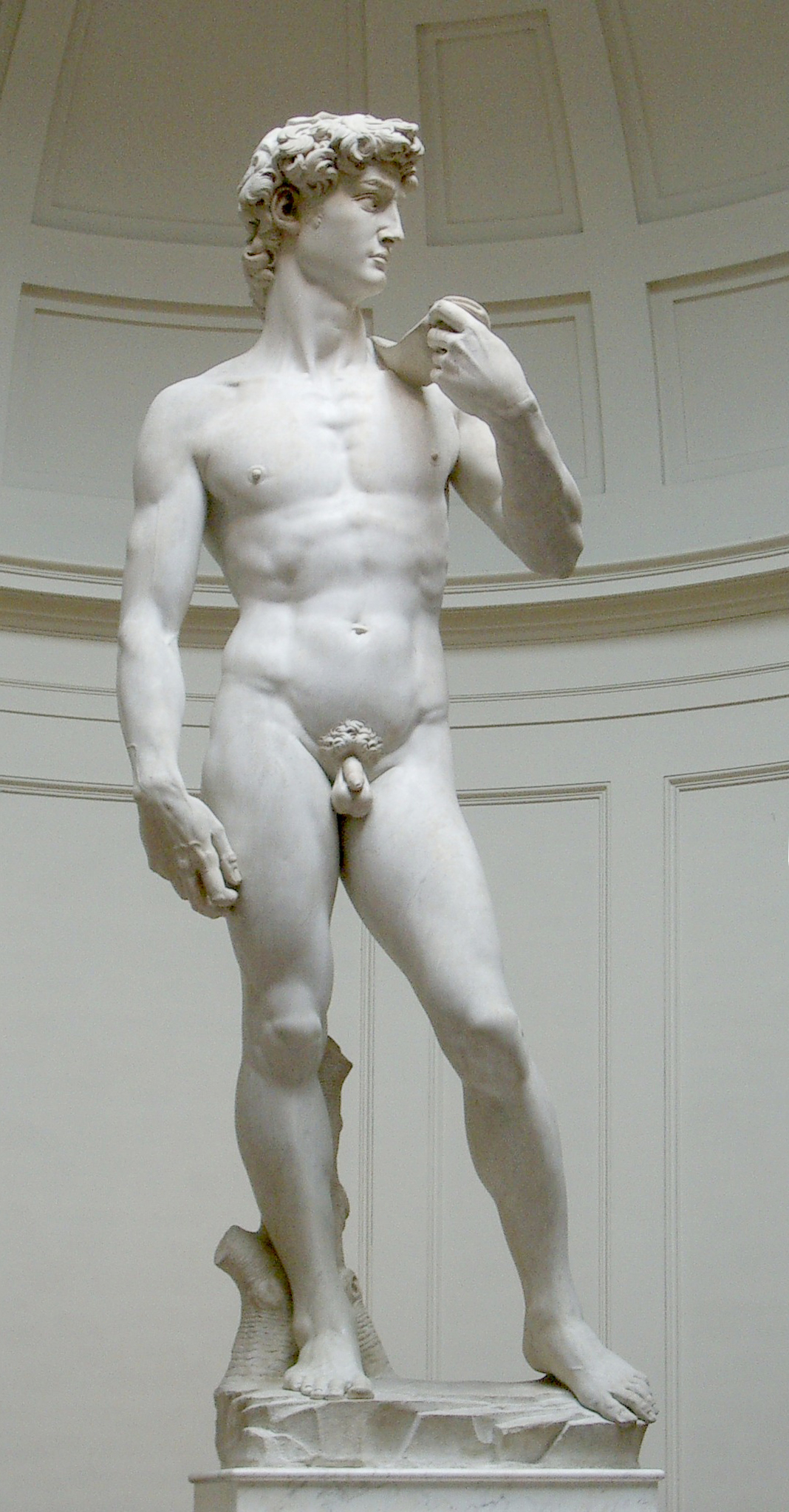
David

Agalmatophilie bezeichnet eine starke Zuneigung bzw. sexuelle Präferenz gegenüber (nackten) Statuen. Auch andere unbelebte menschliche Darstellungen wie Gemälde oder (Sex-)Puppen können als Fetisch dienen.

## Etymologie
Agalmatophilie setzt sich aus dem griechischen άγαλμα agalma „Statue“ und dem Suffix -philie (φίλος philos „Freund“) zusammen. Alternativbezeichnungen sind Pygmalionismus und Statuophilie (lat. statuere „aufstellen“).
Der Begriff Pygmalionismus stammt aus der griechischen Mythologie von dem cyprischen König Pygmalion, der sich in eine seiner Elfenbein-Statuen, Galatea, verliebt.